# Cécile Amar
Pour les articles homonymes, voir Amar.
Cécile Amar est une journaliste française.

## Biographie
Ancienne porte-parole des lycéens en colère, elle travaille pour le JDD avant de rejoindre le journal L'Obs,. 
Elle se lance ensuite dans la réalisation de documentaires pour France Télévision.

## Ouvrages
- Les Nouveaux Communistes : voyage au cœur du PCF, Paris, Denoël, coll. « Impacts », 1999, 394 p. (ISBN 2-207-24971-9, BNF 37055853).
- Avec Ariane Chemin, Jospin et Cie : histoire de la gauche plurielle, 1993-2002, Paris, Le Seuil, 2002, 281 p. (ISBN 2-02-047527-8, BNF 38809872)[5].
- Avec Didier Hassoux, Ségolène et François, Paris, Privé, 2005, 284 p. (ISBN 2-35076-002-2, BNF 40068606).
- Fadela Amara : le destin d'une femme, Paris, Hachette Littératures, 2009, 208 p. (ISBN 978-2-01-237622-9, BNF 41482897)[6].
- Jusqu'ici tout va mal, Paris, Grasset, 2013, 281 p. (ISBN 978-2-246-80488-8, BNF 43742497)[7].
- Avec Cécile Duflot, De l'intérieur : voyage au pays de la désillusion, Paris, Fayard, 2014, 233 p. (ISBN 978-2-213-68570-0, BNF 43886843).
- L'Homme qui ne voulait pas être roi : conversations avec Jacques Delors, Paris, Grasset, 2016, 223 p. (ISBN 978-2-246-85725-9, BNF 45014972)[8].
- Avec Jean-Luc Mélenchon, De la vertu, Paris, L'Observatoire, 2017, 130 p. (ISBN 979-10-329-0059-8).
- La fabrique du président, Fayard, 2017
- Avec Cyril Graziani, Le peuple et le président. Michel Lafon, 2019[9]
- La Bataille des retraites, Robert Laffont, 2023[10],[11],[12]